# Ferdows
Ferdows, (in persiano, فردوس) è una città del Khorasan meridionale, in Iran, capoluogo dello shahrestān di Ferdows.

## Notabili originari di Ferdows
- Badiozzaman Forouzanfar
- Fazel Tooni
- Mohammad Jafar Yahaghi